# Johannes Hirschberger

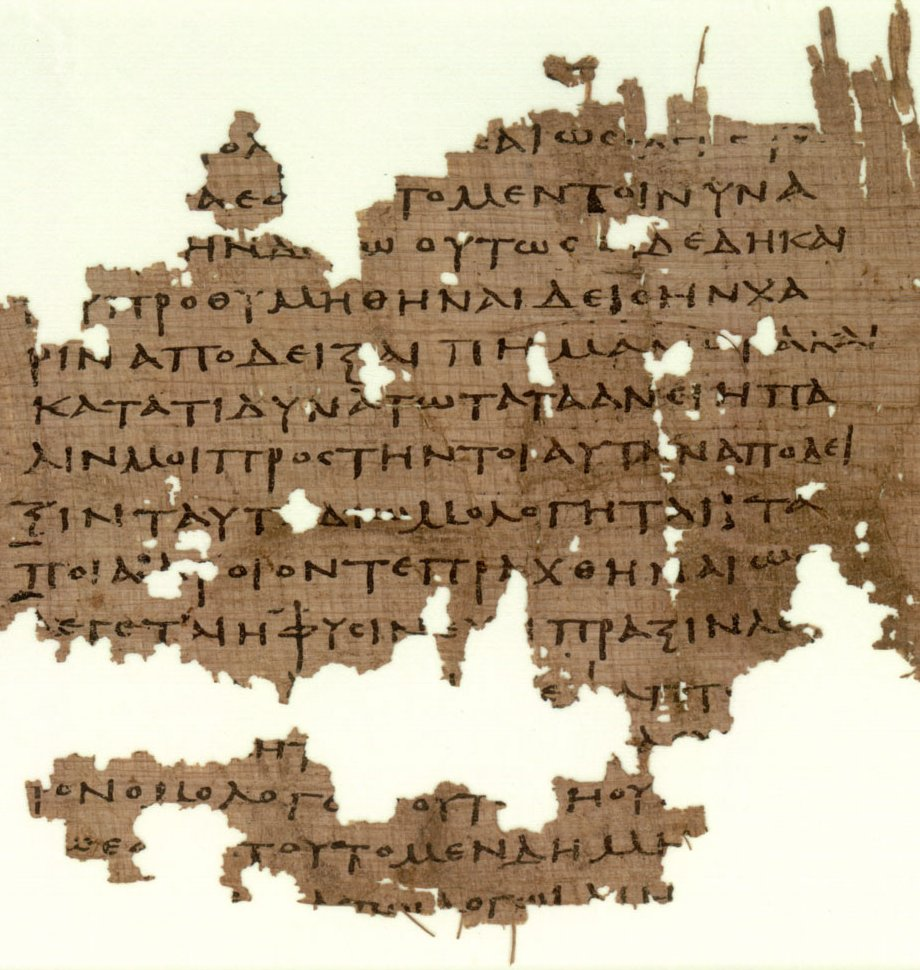
Grundlagen philosophischer Quellenforschung: Papyrus mit Fragmenten aus Platons Republik.

Johannes Hirschberger (* 7. Mai 1900 im mittelfränkischen Österberg; † 27. November 1990 in Oberreifenberg) war ein deutscher katholischer Theologe, Philologe, Philosophiehistoriker und Philosoph.

## Leben
Hirschberger wurde als Landwirtssohn geboren. Fünf Jahre besuchte er die einklassige Volksschule und machte in Eichstätt sein Abitur. Nach dem Studium der katholischen Theologie in Eichstätt wurde Hirschberger 29. Juni 1925 zum Priester geweiht. Danach war er ein Jahr Kooperator in Dollnstein und ein Jahr zweiter Kooperator in Berching. Ab dem 16. Februar 1927 war er für ein Studium der Philosophie, griechische Philologie und katholische Dogmatik an der Universität München. Ab 1. Januar 1929 wirkte er als Kooperator in Gungolding, ab 1. November 1929 als zweiter Dompfarrkooperator, ab 1. September 1931 als Expositus in Wasserzell. 1930 promovierte er bei Joseph Geyser mit einer Arbeit über Platon.
Von 16. August 1933 bis 1. April 1940 war er Domvikar und Domprediger in Eichstätt und von 18. April 1934 bis 1. November 1939 Religionslehrer an der dortigen Realschule. Am 1. November 1939 wurde er außerordentlicher Professor für Philosophiegeschichte und praktische Philosophie an der Bischöflich Philosophisch-Theologischen Hochschule. Ab 1. Januar 1946 war er ordentlicher Professor. Am 27. Juni 1950 wurde ihm von seiner Heimatgemeinde Österberg die Ehrenbürgerwürde verliehen. 1953 wechselte er auf den neu gegründeten Lehrstuhl für katholische Religionsphilosophie an der Universität Frankfurt. Dort blieb er bis zu einer Emeritierung 1968. Während dieser Zeit war er Mitherausgeber des Philosophischen Jahrbuchs der Görres-Gesellschaft und maßgeblich an der Gründung des Cusanuswerks beteiligt.
Als er am 29. Juni 1975 sein goldenes Priesterjubiläum feierte, war er bereits Päpstlicher Hausprälat. Den Ruhestand verbrachte er in Oberreifenberg. Er wurde in Österberg bestattet.
Zu Bekanntheit gelangte er durch seine Geschichte der Philosophie in zwei Bänden (1949–1952). Sie gilt als ein Standardwerk der Philosophiegeschichte und wurde über achtzig Mal aufgelegt sowie in neun Sprachen übersetzt.

## Wirken
Hirschberger wollte in seiner bekannten Geschichte der Philosophie nicht nur Philosophiegeschichte darstellen, sondern in einem bestimmten Sinn selbst philosophieren. Er folgte nach eigener Auskunft in seiner Darstellung einem metaphysischen Ansatz, den er bei seinem neuscholastischen Lehrer Joseph Geyser in seiner „ideengeschichtlichen“ Ausprägung kennengelernt hatte: Metaphysische Theorien und Begriffe werden unter Einbeziehung antiker Quellentexte untersucht und erklärt. Diese werden im Rahmen einer bestimmten Übersetzungstradition und Tradition der Interpretation nach und nach aufgewertet. Die Weitergabe in der Tradition sei ein Kriterium für den Wahrheitswert von Theorien und Begriffen. Dem entspricht die katholisch-dogmatischen Auffassung, dass göttliche Wahrheiten sich in der Theologie der kirchlichen Autoritäten geschichtlich entfalten. Die Idee dieser Vorgehensweise sei aber schon in der mittelalterlichen Scholastik im Zusammenhang mit der Assimilation aristotelischer Theorien und Ideen in die Philosophie des Thomas von Aquin wirksam gewesen (Neuthomismus).
| Leseprobe |
| --- |
| „Während Descartes neben die res extensa noch die res cogitans stellt, leugnet Hobbes diesen Dualismus, führt auch das Denken auf die res extensa zurück und entscheidet sich so für einen monistischen Materialismus. Die mit der Qualität der res cogitans und res extensa gegebene Substanzproblematik Descartes' war damit einer neuen Lösung zugeführt. Sie war radikal genug: Hobbes streicht die eine Seite, die der res cogitans, gänzlich. Nun war natürlich alles viel einfacher, wohl zu einfach.“ |
| Geschichte der Philosophie, Bd. 2, S. 189. |

Hirschberger wendete diese im 19. Jahrhundert päpstlich verordnete Doktrin für katholische Theologen und Philosophen auf die Erforschung und Darstellung der Philosophiegeschichte an. Die zentrale Theorie dieses ideengeschichtlichen Vorgehens ist daher die philosophia perennis; also die Auffassung, dass es in der Philosophiegeschichte ein zeitloses durchgängiges Thema gäbe, nämlich das Ringen um ewige Wahrheiten. Hirschberger schilderte unter dieser Sichtweise das Gelingen oder Misslingen, Probleme und Irrtümer dieses Ringens im Zusammenhang mit quellenbelegten Darstellungen einzelner Philosophien, philosophischer Richtungen und Epochen. Dabei wollte er ein Höchstmaß an Objektivität und Voraussetzungslosigkeit erreichen. Die enzyklopädische Qualität seiner Philosophiegeschichte wurde nie bestritten. Er räumte ein, dass dabei ein absolutes Maß nie erreichbar sei und jeder Philosoph als Kind seiner Zeit mit unbemerkten Annahmen hantiere. Für voraussetzungslos und objektiv hielt er das, was sich ideengeschichtlich als zeitlos herausstellt. Das tatsächliche philosophiehistorische Geschehen verstand er als „das zu sich selbst Kommen des menschlichen Geistes“. Sein Ansatz zeigt so eine Nähe zu Hegel, damit aber auch zu christlich-theologischen Vorstellungen vom Wirken des Heiligen Geistes in der Geschichte. Von Hegels Geschichtsauffassung unterscheidet er sich durch die Annahme, dass die Selbstentfaltung des Geistes kein geradliniger Weg sei, sondern durch Umwege und Irrtümer erfolge, die sich unvermeidlich aus der Unvollkommenheit der jeweiligen Philosophen ergeben.
In Konsequenz bewertete er Philosophien nach den Kategorien „wahr“ und „falsch“. Positiv bewertet er Philosophien, die sowohl göttliche wie menschliche Dinge behandeln. Dies sei schon in der Antike das kennzeichnende Merkmal der philosophischen Wissenschaft gewesen, behauptete er. Negativ wurden Philosophien bewertet, die sich auf Erfahrbares beschränkten. David Hume hielt er für den ausgeprägtesten Widersacher der Selbstentfaltung des zeitlosen Geistes, weil dieser das vorläufige Ende der Metaphysik eingeleitet habe. Vertreter metaphysischer Ansätze wurden dagegen gelobt. Leibniz bezeichnete er als „[...] Denker, der über den Zeiten und Parteien steht und in klassischer Schlichtheit das ewig Wahre in den Blick nimmt. [...] Philosophie [...] ist für ihn noch genau das, was einst Aristoteles zu Beginn seiner Metaphysik darüber schrieb, Liebe zur Weisheit, jener Weisheit, die nach dem Ersten und Ursprünglichen fragt, um der Wahrheit und um des Guten willen, wie es der metaphysischen und ethischen Tradition des Abendlandes seit Thales und Platon entspricht.“
Die normativen Kriterien für „richtiges“ Philosophieren, die sich aus Hirschbergers Philosophiegeschichte aufstellen, ergeben sich aus der Beurteilung der historischen Methoden im Hinblick darauf, ob sie ewige Wahrheiten und Objektivität erreichen können und wollen. Hirschberger schreibt der Philosophiegeschichte dadurch eine „reinigende“ Funktion zu, da diese – nach den Vorstellungen des Neuthomismus – ideengeschichtlich und metaphysisch orientiert sein soll, also traditionsgebunden und auf ewige Wahrheiten ausgerichtet: „Philosophie der Gegenwart studiert man am besten in der Vergangenheit. Wer es nicht tut, hat nur Gegenwart, aber keine Philosophie.“
Die Hirschbergische Philosophiegeschichte ist vor wenigen Jahren neu aufgelegt worden. Sie wird Studenten zum Selbststudium und als Nachschlagewerk empfohlen. Der Mangel an andersartigen Darstellungen der Philosophiegeschichte wird aber aus metaphilosophischer Sicht als Nachteil eingeschätzt.

## Werke
- Die Phronesis in der Philosophie Platons vor dem Staate. Leipzig 1932.
- Wert und Wissen im platonischen Symposion. In: PhJ 46 (1933), S. 201–227.
- Geschichte der Philosophie als Erkenntniskritik. In: A. Lang et al. (Hrsg.), Aus der Geisteswelt des Mittelalters (FS M. Grabmann), Münster 1935, S. 131–148.
- Geschichte der Philosophie. Bd. I: Altertum und Mittelalter, Bd. II: Neuzeit und Gegenwart, Herder, Freiburg im Breisgau 1949–1952 (15. Auflage 1991, Ndr. Frechen 1999), Übers.: Spanisch (2 Bde., Barcelona 14. Auflage 1997), Portugiesisch (4 Bde., São Paulo 1965–68), Englisch (2 Bde., Milwaukee 1958–59), Japanisch (4 Bde., Tokyo 1967–72), Koreanisch (2 Bde., Daegu 1983–87), Vietnamesisch (2 Bde., Saigon 2020).
- Kleine Philosophiegeschichte. Herder, Freiburg im Breisgau 1961 (24. Auflage 1994; = Herder/Spektrum Bd. 4168), ISBN 978-3-451-04168-6.
- Der Gott der Philosophen. in: N. Kutschki, Gott heute. Fünfzehn Beiträge zur Gottesfrage, Mainz 1967, 11–19.
- Seele und Leib in der Spätantike. Sitzungsberichte der Wissenschaftlichen Gesellschaft der Johann-Wolfgang-Goethe-Universität Frankfurt am Main, Bd. VIII.1, Wiesbaden 1969.
- Ähnlichkeit und Seinsanalogie vom Platonischen Parmenides bis Proklos. In: B. Palmer/R. Hamerton-Kelly (Hrsg.), Philomathes. Studies and Essays in the Humanities in Memory of Philip Merlan, Den Haag 1971, S. 57–74.
- Die Stellung des Nikolaus von Kues in der Entwicklung der Deutschen Philosophie. Sitzungsberichte der Wissenschaftlichen Gesellschaft der Johann Wolfgang Goethe-Universität Frankfurt am Main, Bd. XV.3, Wiesbaden 1978.